# Giovanni Bassiano
Giovanni Bassiano, latinizzato come Joannes Bassianus o Baxianus (Cremona, prima metà del XII secolo – 1197), fu un importante glossatore della scuola bolognese: allievo di Bulgaro, uno dei quattro maestri "eredi" del grande Irnerio, fu a sua volta maestro del grande Azzone.

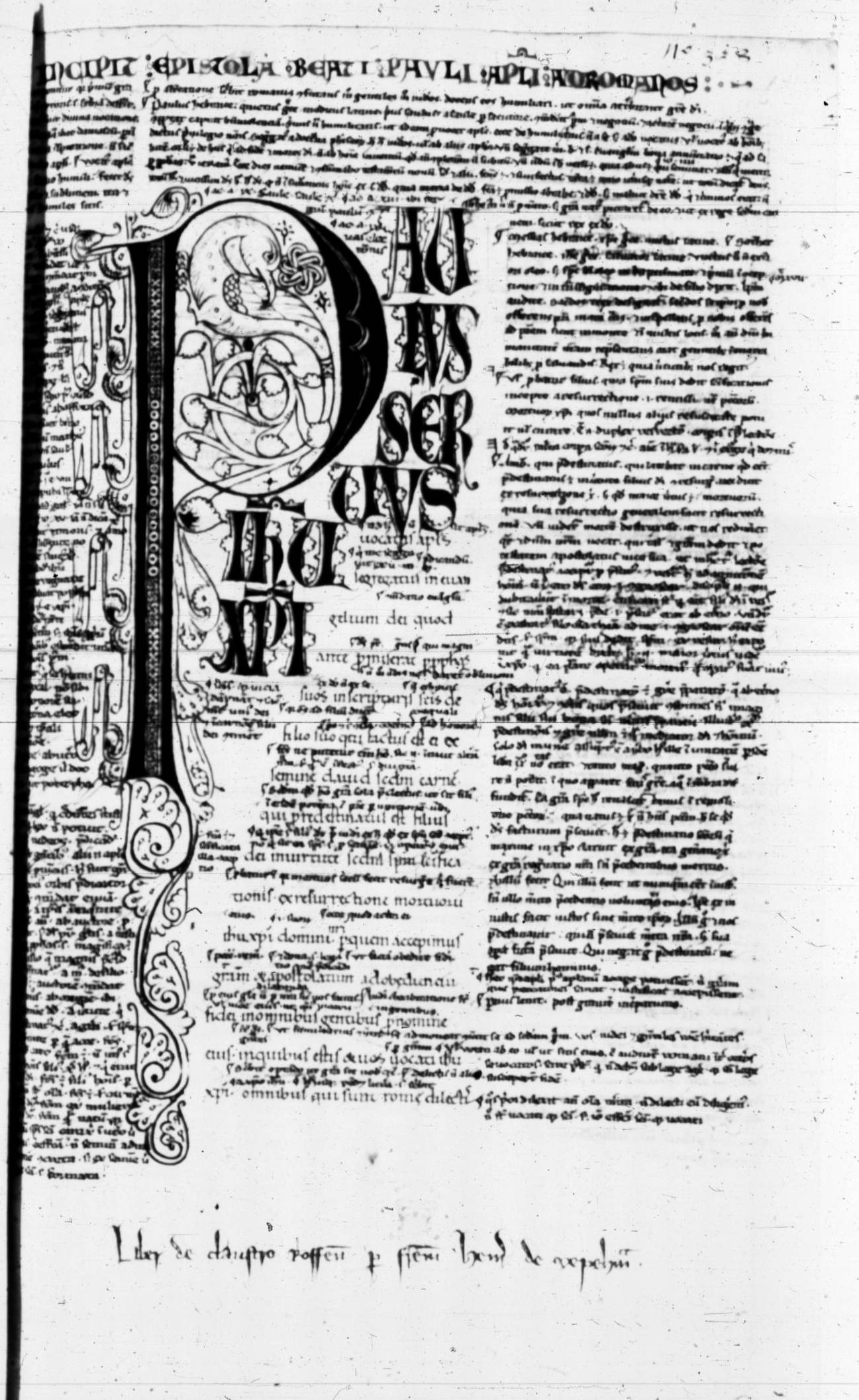
Lectura Institutionum, manoscritto, XIII secolo. London, British Library, Royal MS, Royal 4.B.II.

Fu professore di diritto canonico a Bologna (Bononiensis ecclesie canonicus et iuris canonici magister dictus).
Il pensiero di Giovanni Bassiano, ovvero Jean Bassien, Bazianus e maître Jean, ci è stato tramandato dal suo allievo Niccolò Furioso. 

## Opere

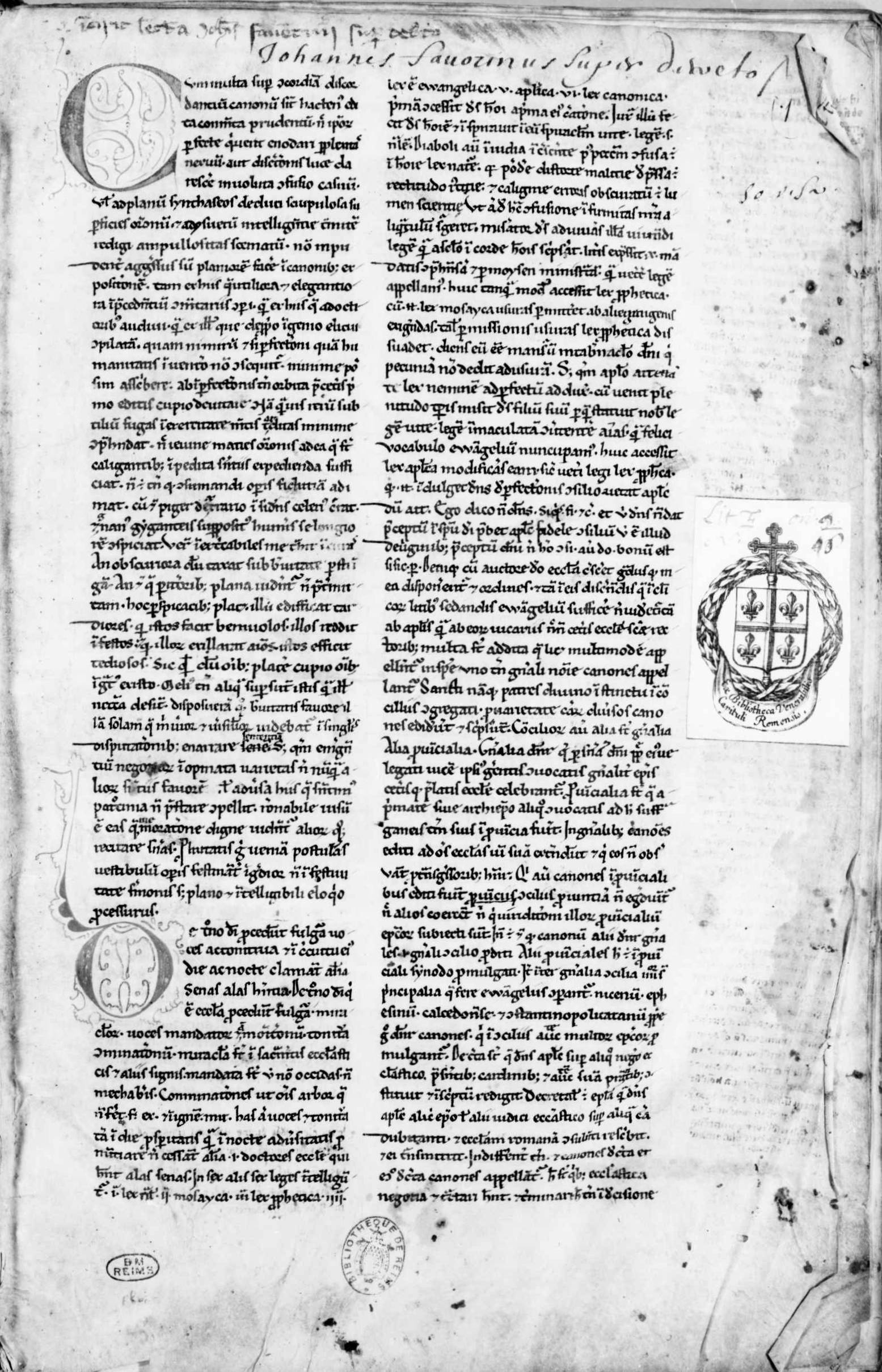
Summa cum glossis Bassiani, manoscritto, XIII secolo. Reims, Bibliothèque municipale, Fonds manuscrits, Ms. 684.

- Summa
- Quaestiones
- Lecturae

### LaSumma
La trilogia Ordo iudiciorum, Arbor actionum e Summa Quicumque vult sono opere in cui Giovanni Bassiano si dedica alla elaborazione del nuovo rito relativo al processo romano-cattolico, basato interamente sulla scrittura, a differenza del processo altomedievale (che era pubblico, orale e fondato sulle prove ordaliche).

In particolare, l'Autore, nell'Ordo iudiciorum si occupa dell'intero processo, nell'Arbor actionum delinea un quadro schematico delle azioni romane, e nella Summa Quicumque vult si dedica ai libelli introduttivi della lite.
- Summa cum glossis Bassiani, XIII secolo, Reims, Bibliothèque municipale, Fonds manuscrits, Ms. 684.
- Arbor actionum, XIV secolo, Mainz, Wissenschaftliche Stadtbibliothek, Handschriften, Hs I 474,  ff. 1v-2r.
- Ordo iudiciorum, XI-XIII secoli, Cambridge, Trinity College Library, Medieval manuscripts, MS B.1.29 (27),  f. 212v.

### LeQuaestiones
Bologna, Modena e Piacenza sono le tre città dove fiorirono gli autori di raccolte di Quaestiones.
Analoga al brocardo è la quaestio, cioè la contrapposizione di due argomenti contrari circa un casus dubbio, da cui poi estrapolare la solutio.

Talvolta la quaestio concerneva i testi normativi discordanti (quaestio legitima); altre volte un caso concreto tratto dalla pratica giudiziaria (quaestiones ex facto emergentes) o inventato dal maestro a scopo didattico (quaestio de facto), il quale dava poi incarico agli allievi di sostenere le tesi contrapposte, per dare infine la soluzione (quaestiones disputatae).

A Modena, Pillio da Medicina scrive la Summa Cum essem Mutine (trad.: quando ero a Modena), raccolta di quaestiones sui libelli e sulla fase preparatoria della lite, molto simile alla Summa Quicumque vult di Bassiano.

### LeLecturae
- Lectura Institutionum, XIII secolo, London, British Library, Royal MS, Royal 4.B.II,  ff. 1-2 (guardie).
  -  Lectura Institutionum, XIII secolo, Admont, Stiftsbibliothek, Handschriften, Cod. 234,  ff. 97r-178v.
- Lectura Digesti veteris, XII-XIII secolo, Roma, Biblioteca Nazionale Centrale, Fondo Sessoriano, Sess. 43/4,  f. 68rb.